# Ayacucho (regiune)
Regiunea Ayacucho (în spaniolă Departamento de Ayacucho, Quechua Ayakuchu suyu) este o regiune în sudul Perului. Pe o suprafață de 43.815 km2 trăiesc 619.522 locuitori (2005). Capitala este orașul Ayacucho.

## Geografie
Anzii Cordilieri caracterizează peisajul; înălțimea medie este de 2.761 m deasupra nivelului mării. Cel mai înalt vârf este Sarasara cu 5.453 m. Râurile Río Apurímac și Mantaro traversează țara.

## Populația
Mai mult de un sfert din locuitori sunt indigeni și vorbesc limba Quechua.

## Istorie
Regiunea s-a format la 15 februarie ca departament sub conducerea lui Simón Bolívar.

## Provincii

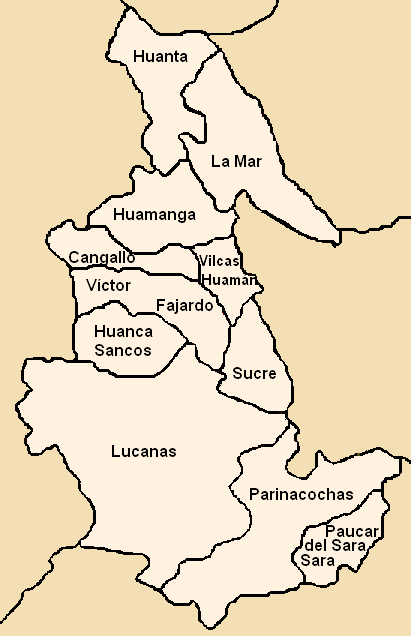
Provinciile regiunii Ayacucho

Regiunea este împărțită în 11 provincii și 111 districte:
| Provincia            | Capitala      |
| -------------------- | ------------- |
| Cangallo             | Cangallo      |
| Huamanga             | Ayacucho      |
| Huanca Sancos        | Huanca Sancos |
| Huanta               | Huanta        |
| La Mar               | San Miguel    |
| Lucanas              | Puquío        |
| Parinacochas         | Coracora      |
| Paucar del Sara Sara | Pausa         |
| Sucre                | Querobamba    |
| Víctor Fajardo       | Huancapí      |
| Vilcas Huamán        | Vilcas Huamán |